# 奇吉林 (別列佐夫卡區)
47°7′47″N 30°44′21″E / 47.12972°N 30.73917°E
奇希林（烏克蘭語：Чигирин）是位於烏克蘭西南部的村莊，由敖德萨州贝雷济夫卡区的勞希夫卡市鎮負責管轄。該村始建於1870年，面積1.9平方公里，海拔高度92米，2001年人口224，人口密度每平方公里117.77人。